# 香川県立観音寺総合高等学校
香川県立観音寺総合高等学校（かがわけんりつ かんおんじそうごうこうとうがっこう）は、香川県観音寺市天神町に所在する公立の高等学校。

## 概要
観音寺市大野原町の香川県立三豊工業高等学校と観音寺市天神町の香川県立観音寺中央高等学校を統合し、2017年4月1日に開校。

## 沿革
- 2017年（平成29年） - 香川県立三豊工業高等学校と香川県立観音寺中央高等学校を統合し、開校。

## 設置学科
- 工業科
  - 機械科
  - 電気科
  - 電子科

- 総合学科
  - 人文・国際系列
  - 自然・環境系列
  - 生活科学系列
  - 商業系列
  - 食物系列

## 学校行事
- 体育祭
- 文化祭
- 修学旅行
- 芸術鑑賞
- 持久歩
- クラスマッチなど

## 部活動

### 運動部
- 硬式野球部
- 陸上競技部
- 新体操部
- 水泳部
- バスケットボール部
- バレーボール部
- 卓球部
- ソフトテニス部
- サッカー部
- ラグビー部
- バドミントン部
- ソフトボール部(2021年度に廃部)
- 柔道部
- 剣道部
- 弓道部
- 登山部
- 少林寺拳法部

### 文化部
- 機械技術部
- 電気技術部
- 電子技術部
- メカトロ部
- 吹奏楽部
- 邦楽部
- 演劇部（2023年度より休部）
- 放送部
- 美術部
- 写真部
- 書道部
- 手芸部
- 文芸部
- 茶道部
- 華道部
- 新聞部
- 自然科学部
- 国際部
- ビジネススキル部
- 応援部